# Leslie Howard (actor)
Leslie Howard Steiner, (Forest Hill, Londres; 3 de abril de 1893-costa de Cedeira, La Coruña; 1 de junio de 1943), fue un actor británico de teatro y cine.

## Biografía
Entre las más de veinte películas que hizo en los años treinta, su interpretación más popular es el papel de Ashley Wilkes en la película Lo que el viento se llevó, pero tuvo una larga carrera interpretativa, incluyendo su estancia en Hollywood, con actuaciones destacadas en La Pimpinela Escarlata (1934), El bosque petrificado (1936), Pigmalión (1938) e Intermezzo (1939).
Para coprotagonizar El bosque petrificado, Leslie Howard recomendó a un actor poco reconocido por esa época llamado Humphrey Bogart, pues ambos habían interpretado previamente la obra en el teatro. La amistad entre ambos fue tan estrecha que incluso este último llamó Leslie a una de sus hijas. Leslie Howard tuvo dos hijos: Leslie Ruth Howard y Ronald Howard, nacido en 1918, que más tarde sería actor reconocido por la serie de Sherlock Holmes (1954).
Leslie Howard murió el 1 de junio de 1943 cuando el avión en que regresaba desde Lisboa a Inglaterra (vuelo 777 de BOAC) fue supuestamente abatido por cinco aparatos alemanes a doscientas millas frente a la costa española de Cedeira, en La Coruña. Al parecer su estancia de dos meses en la península estaba relacionada con actividades diplomáticas más o menos encubiertas, al servicio de Gran Bretaña. También hubo rumores de que el avión fue derribado porque el espionaje alemán sospechaba que Winston Churchill se hallaba a bordo.

## En literatura
La figura de Leslie Howard como espía y su relación amorosa con la actriz Conchita Montenegro ha sido novelada por José Rey Ximena en El vuelo del ibis (Facta, 2008), por Carmen Ro en Mientras tú no estabas (La Esfera de los Libros, 2017) y por Javier Moro en Mi pecado (Espasa, 2018, Premio Primavera de Novela).

## Filmografía
Películas de cine sonoro con Leslie Howard como actor; no incluye cine mudo ni las que figura como productor.
- Outward Bound (1930), como Tom Prior
- Prohibido (Never the Twain Shall Meet, 1931), de W. S. Van Dyke
- Alma libre (A Free Soul, 1931), de Clarence Brown
- Princesa del 5 y 10 (Five and Ten, 1931), de Robert Z. Leonard
- Devoción (Devotion, 1931)
- Service for Ladies (1932), como Max Tracey
- La llama eterna (Smilin' Through, 1932), de Sidney Franklin
- El reino animal (The Animal Kingdom aka The Woman in His House, 1932), de George Cukor
- Secretos (Secrets, 1933), de Frank Borzage
- Capturados (Captured!, 1933), de Roy Del Ruth
- La plaza de Berkeley (Berkeley Square, 1933) de John L. Balderston, como Peter Standish
- Cautivo del deseo (Of Human Bondage, 1934), de John Cromwell
- The Lady Is Willing (1934), como Albert Latour
- El agente británico (British Agent, 1934), de Michael Curtiz
- La Pimpinela Escarlata (The Scarlet Pimpernel, 1934), de Harold Young
- El bosque petrificado (The Petrified Forest, 1936), de Archie Mayo
- Romeo y Julieta (Romeo and Juliet, 1936), de George Cukor
- Caprichos del corazón / Es amor lo que busco (It's Love I'm After, 1937), como Basil Underwood
- Siempre Eva (Stand-In, 1937), de Tay Garnett
- Pigmalión (Pygmalion, 1938), de Anthony Asquith y Leslie Howard
- Intermezzo (Intermezzo: A Love Story, 1939), de Gregory Ratoff
- Lo que el viento se llevó (Gone with the Wind, 1939), de Sam Wood, Victor Fleming y George Cukor
- Pimpinela Smith (‘Pimpernel’ Smith, 1941) como el profesor Horatio Smith
- Los invasores (49th Parallel, 1941), de Michael Powell
- El gran Mitchell (The First of the Few aka Spitfire, 1942), de Leslie Howard.
- Sangre, sudor y lágrimas (In Which We Serve, 1942), de Noël Coward y David Lean
- El sexo débil (The Gentle Sex, 1943), de Leslie Howard y Maurice Elvey.

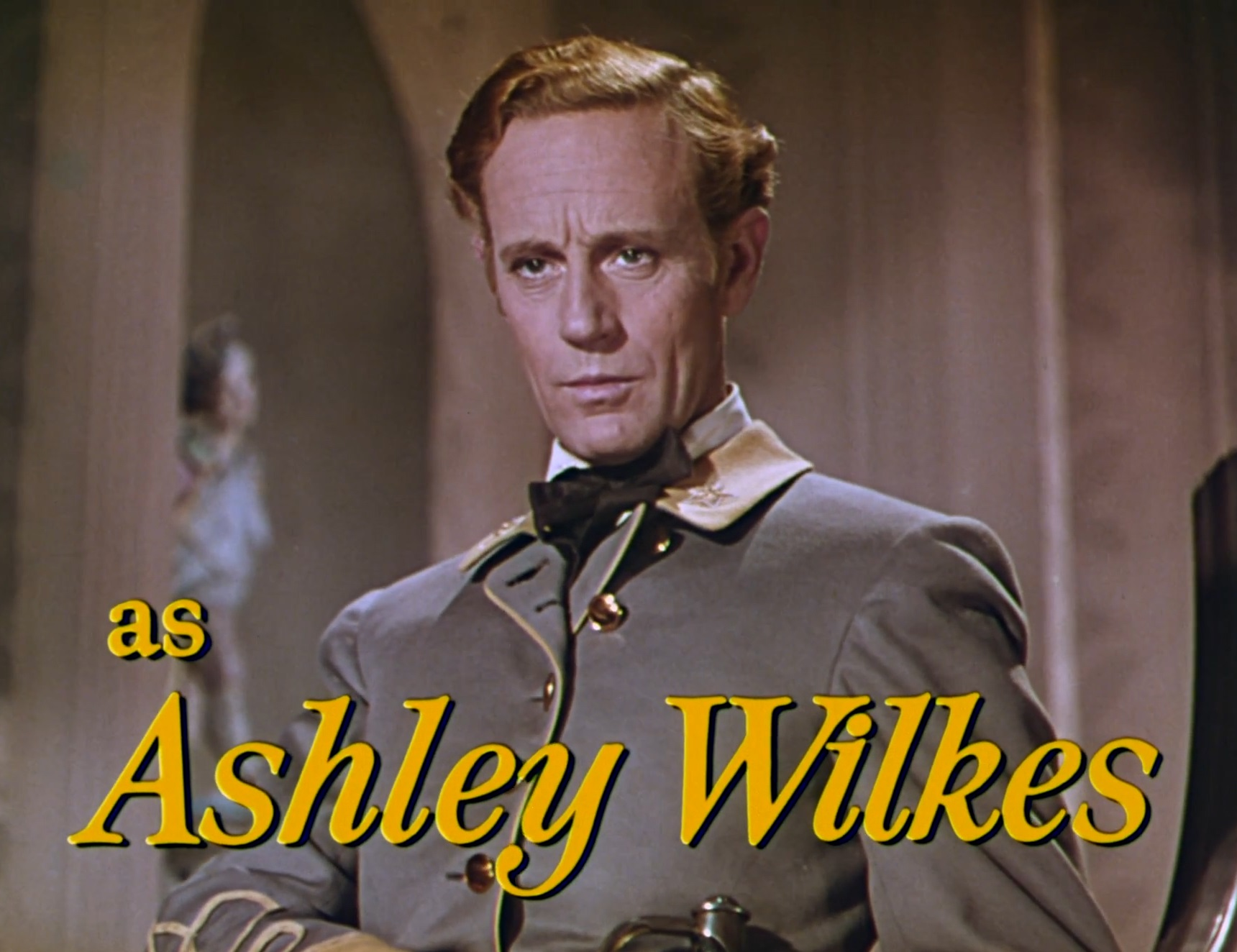
Leslie Howard como Ashley Wilkes en Lo que el viento se llevó (1939).

## Galardones
Premios Óscar
| Año  | Categoría   | Película             | Resultado |
| ---- | ----------- | -------------------- | --------- |
| 1934 | Mejor actor | La plaza de Berkeley | Nominado  |
| 1939 | Mejor actor | Pigmalión            | Nominado  |

Festival Internacional de Cine de Venecia
| Año  | Categoría                 | Película  | Resultado |
| ---- | ------------------------- | --------- | --------- |
| 1938 | Copa Volpi al mejor actor | Pigmalión | Ganador   |